# Adi ibn Zayd
Adi ibn Zayd était un poète arabe né avant 550 et décédé vers 600.
Originaire d'une tribu arabe, il est élevé à Ctésiphon en milieu sassanide. Il y apprit à parler arabe et persan.
En 580, il aide Numan III a monter sur le trône, celui-ci lui donne la main de sa fille Hind en mariage par gratitude.
Il a écrit beaucoup de poèmes sur le vin et la vanité humaine.
Grand érudit, il est le premier à réunir dans son écriture les caractéristiques de la poésie des cours et des villes à celles de la poésie du nomadisme.